# El Señor de los Anillos: los Anillos de Poder
El Señor de los Anillos: los Anillos de Poder (título original en inglés The Lord of the Rings: The Rings of Power) es una serie de televisión inspirada en el universo de las obras de J. R. R. Tolkien, desarrollada por J.D. Payne y Patrick McKay para el servicio de streaming Prime Video, y ambientada en la Segunda Edad de la Tierra Media, antes de los acontecimientos de la novela y las películas de la trilogía de El Señor de los Anillos. Producida por Amazon Studios, en colaboración con Tolkien Estate and Trust, HarperCollins y New Line Cinema, contó con la dirección de Juan Antonio Bayona (dos episodios), Wayne Yip (cuatro episodios) y Charlotte Brändström (dos episodios) en su primera temporada.
Amazon compró los derechos televisivos de la obra por 250 millones de dólares en noviembre de 2017, lo que supone un compromiso de producción de cinco temporadas por un valor de al menos mil millones de dólares. Esto la convertiría en la serie de televisión más cara jamás realizada. Payne y McKay fueron contratados para su desarrollo en julio de 2018, y el resto del equipo creativo se confirmó un año después.
El casting para escoger el reparto se llevó a cabo en todo el mundo. El rodaje comenzó en febrero de 2020 en Auckland, Nueva Zelanda, después de que las negociaciones entre Amazon y el gobierno neozelandés garantizaran que la serie pudiera producirse en el país donde se realizó la trilogía cinematográfica. La producción se suspendió en marzo debido a la pandemia de COVID-19, pero se reanudó en septiembre antes de finalizar en agosto de 2021.
La primera temporada de ocho episodios se estrenó en Prime Video el 2 de septiembre de 2022 y una segunda temporada fue encargada formalmente en noviembre de 2019 y comenzó su rodaje en octubre de 2022.

## Sinopsis
Ambientada miles de años antes de los eventos de El Hobbit y El Señor de los Anillos, la serie se basa en la historia de la Tierra Media del autor J. R. R. Tolkien. Comienza durante una época de relativa paz y cubre todos los eventos principales de la Segunda Edad de la Tierra Media: la forja de los Anillos de Poder, el surgimiento del Señor Oscuro Sauron, la historia del reino insular de Númenor y la última alianza entre Elfos y Hombres. Estos eventos tienen lugar durante miles de años en las historias originales de Tolkien, pero se condensan para la serie.

## Reparto
- Morfydd Clark es Galadriel.Charlie Vickers es SauronRobert Aramayo es ElrondSam Hazeldine es Adar.Charles Edwards es Celebrimbor Morfydd Clark interpreta a Galadriel.[6][7]Una guerrera elfa que cree que el mal está regresando a la Tierra Media, y es engañada por el Señor Oscuro Sauron en su disfraz del humano Halbrand durante la primera temporada. La productora ejecutiva Lindsey Weber dijo que Galadriel se siente humillada por sus errores en la primera temporada y tiene que evaluar su futuro. La segunda temporada también explora cómo se ve afectada por el Anillo de Poder Nenya. La serie muestra el viaje del personaje de guerrera a la "anciana estadista" que es retratada en El Señor de los Anillos de Tolkien. Los showrunners basaron su representación inicial en la serie en una carta en la que Tolkien describió a una joven Galadriel como de " disposición amazónica". Basado en la descripción de Tolkien de que el cabello de Galadriel está "iluminado con oro", la peluca utilizada para ella en la serie incluye hebras bañadas en oro y plata. Amelie Child-Villiers interpreta a la joven Galadriel.
- Charlie Vickers interpreta a Halbrand / Annatar / Sauron.[7] El exteniente cambiaformas del Señor Oscuro Morgoth que se disfraza como el humano Halbrand y el elfo Annatar, el "Señor de los Dones", para engañar a la gente de la Tierra Media. Payne explicó que Sauron se ve a sí mismo como un héroe que quiere "curar y rehabilitar la Tierra Media" controlando a su gente usando los Anillos de Poder. El disfraz de Halbrand fue creado para la serie como una forma para que los showrunners engañen a la audiencia tal como Sauron engaña a los otros personajes, lo que lleva a la revelación de que Halbrand es Sauron al final de la primera temporada. McKay sintió que el enfoque de la segunda temporada en Sauron como Annatar sería más impactante debido al tiempo que pasó con otros personajes en la primera temporada cuando se hacía pasar por Halbrand, en comparación con si hubieran comenzado la serie con Sauron como un antagonista prominente. Jack Lowden retrata la forma anterior de Sauron en un flashback durante la segunda temporada.
- Robert Aramayo como Elrond.[7] Un político mitad elfo. Aramayo estaba interesado en la presión que enfrenta Elrond para estar a la altura del legado de su padre, Eärendil, y por la elección de Elrond de ser inmortal en comparación con su hermano Elros, a quien Elrond tuvo que ver envejecer y morir. Elrond pasa de ser optimista y ansioso a cansado del mundo y cerrado a lo largo de la serie.
- Owain Arthur como Príncipe Durin IV.[7]El príncipe de Khazad-dûm, que tiene una relación cercana con Elrond. Arthur atribuyó la relación en pantalla de los personajes a la amistad real que desarrolló con Aramayo. Durin IV es repudiado por su padre al final de la primera temporada y ve al rey descender a la oscuridad en la segunda. La barba, el cabello y las prótesis faciales de Arthur tardaban dos horas y media en aplicarse cada día. La barba, que venía en 16 piezas, incluía hebras de cobre real. Estaba sostenida por un gancho en el traje de Arthur debido a su peso.
- Ismael Cruz Córdova como Arondir.[7]Un elfo silvano con un amor prohibido por la curandera humana Bronwyn. Arondir es un soldado de primera línea en lugar de los elfos "reales y regios" en los que tradicionalmente se centran las historias de Tolkien.
- Daniel Weyman como El Extranjero. Uno de los Istari que cae del cielo en un meteorito en llamas y se hace amigo de la pelosa Nori. Los magos se asocian principalmente con la Tercera Edad, pero los showrunners querían tener una "relación tolkieniana" entre un mago y un halfling similar a los personajes Gandalf y Frodo Baggins en El Señor de los Anillos. Una versión de la historia de Tolkien tiene a los dos Magos Azules llegando a la Tierra Media durante la Segunda Edad, así que usaron eso como base para incluir al Extraño. Hubo especulaciones durante el lanzamiento de la primera temporada sobre la identidad del personaje; el final confirma que es un mago y hace referencia al diálogo hablado por Gandalf en El Señor de los Anillos, pero su verdadero nombre no se confirma hasta la segunda temporada. Los showrunners querían que esta revelación fuera un viaje de autodescubrimiento para el personaje y no solo una sorpresa para la audiencia.
- Markella Kavenagh como Elanor 'Nori' Brandyfoot.[8] Una Pelosa (Harfoot) con un "anhelo de aventura", y una curiosidad por lo desconocido. Desarrolla una "relación tolkieniana" con el Extraño, similar a la que existe entre el hobbit Frodo Baggins y el mago Gandalf en El Señor de los Anillos.
- Charles Edwards como Celebrimbor.[7]El herrero elfo que forja los Anillos de Poder, después de ser engañado por el Señor Oscuro Sauron. Celebrimbor es el mayor artesano élfico desde su abuelo Fëanor , quien creó los famosos Silmarils durante la Primera Edad . Edwards describió al personaje como vanidoso, ambicioso y desesperado por crear algo que eclipsara a los Silmarils.
- Sam Hazeldine en la temporada 2; Joseph Mawle en la temporada 1; interpretan a Adar. Un elfo corrupto, uno de los primeros orcos y su líder actual, que crea la tierra de Mordor para que los orcos puedan vivir libres de sus enemigos y de Sauron. Adar prefiere el término "Uruk", el nombre de los orcos en lengua negra, una idea que surgió de Mawle, a quien personalmente no le gustaba que se usara la palabra "orco" en el set. Hazeldine había trabajado con Mawle antes de asumir el papel. Sintió que no se parecían entre sí, pero dijo que esto se vio mitigado por las prótesis pesadas del personaje. Las prótesis inicialmente tardaron siete horas en aplicarse, pero finalmente esto se redujo a cinco. Hazeldine dijo que su mayor desafío fue hablar en lengua negra. Sin embargo, pidió que se tradujeran más líneas suyas a ese idioma porque sintió que era apropiado para el personaje.

- Tyroe Muhafidin como Theo, hijo de Bronwyn, que descubre una espada rota que es la clave para convertir las Tierras del Sur en la oscura tierra de Mordor. La historia de Theo en la segunda temporada gira en torno a su dolor por la muerte de Bronwyn.
- Nazanin Boniadi como Bronwyn.[7]Una madre soltera y curandera que posee una botica en el pueblo de Tirharad, y está enamorada del elfo Arondir. Se revela que Bronwyn murió a causa de sus heridas desde el final de la primera temporada.
- Sophia Nomvete como Princesa Disa[7] la esposa de Durin IV y la princesa de Khazad-dûm.  Arthur describió a los dos personajes como "la pareja poderosa de la Tierra Media". Nomvete dijo que Disa quiere apoyar a su esposo y reino, pero también tiene sus propias ambiciones similares al personaje Lady Macbeth de la obra Macbeth de William Shakespeare.
- Megan Richards como Poppy Proudfellow. Una pelosa huérfana y la mejor amiga de Nori, que se deja llevar por su lealtad hacia Nori. Richards dijo que Poppy tiene un crecimiento personal en la segunda temporada mientras viaja con Nori y el Extraño a Rhûn.
- Dylan Smith como Largo Brandyfoot. Un peloso y el padre de Nori.
- Sara Zwangobani como Marigold Brandyfoot. una madrastra de Harfoot y Nori
- Lenny Henry como Sadoc Burrows. El líder de los Pelosos, quién es asesinado por los Místicos al final de la primera temporada.
- Cynthia Addai-Robinson como Míriel. Presentada como la reina regente de Númenor, Míriel lidera las fuerzas númenóreanas a las Tierras del Sur de la Tierra Media, donde sufren grandes pérdidas y ella pierde la vista.
- Trystan Gravelle como Pharazôn. Un consejero númenóreano de la reina regente Míriel, que surge como el líder del contingente de los "Hombres del Rey" que están en contra de los Elfos.
- Leon Wadham como Kemen, hijo de Pharazôn. Wadham creía que los hijos privilegiados podían superar a sus padres o simplemente "vivir con cierto nivel de derecho", y Kemen inicialmente hace esto último. Tiene que "cuestionar lo que representa" en la serie.
- Simon Merrells como Trevyn.[7]El guardián elfo de las Tierras del Sur.
- Lloyd Owen como Elendil. Un marinero Númenóreano y padre de Isildur que eventualmente será un líder en la última alianza entre Elfos y Hombres. Owen dijo que la serie fue el viaje del héroe de Elendil, desarrollándolo hasta el punto en que está listo para ser un líder. El personaje da un paso adelante en la segunda temporada para ayudar a la Reina Míriel después de que ella queda ciega al final de la primera temporada.
- Max Baldry como Isildur.[7]El hijo de Elendil que eventualmente se convertirá en guerrero y rey.  Los escritores querían explorar la historia de Isildur más que el material original para que la audiencia sintiera que termina en tragedia en lugar de una tontería.
- Ema Horvath como Eärien, hermana menor de Isildur e hija de Elendil.[9] Se une al Gremio de Constructores Númenóreanos.  En la segunda temporada, Eärien se mueve hacia el lado opuesto del creciente conflicto Númenóreano que su padre.
- Benjamin Walker como Gil-galad.[8] Rey de los elfos.
- Ian Blackburn como Rowan. Un aldeano de Tirharad que es asesinado por Waldreg como prueba de su lealtad a los orcos.
- Anthony Crum como Ontamo. Un cadete de la Guardia Marina Númenóreana y amigo de Isildur,  que muere durante la erupción del Monte del Destino.
- Maxine Cunliffe como Vilma, una pelosa.
- Thusitha Jayasundera como Malva, una pelosa.
- Geoff Morrell como Waldreg. Un aldeano de Tirharad que se une a los Orcos. Es asesinado por un Warg, bajo el mando de Sauron, en la segunda temporada.
- Peter Mullan como Durin III. El rey de Khazad-dûm, que cae en la locura en la segunda temporada después de recibir un Anillo de Poder.
- Augustus Prew como Médhor, un elfo que sirve con Arondir en las Tierras del Sur.
- Peter Tait como Tredwill, un aldeano de Tirharad.
- Alex Tarrant como Valandil, cadete de la Guardia Marina Númenóreana y amigo de Isildur.
- Will Fletcher como Finrod, el hermano de Galadriel que murió cazando a Sauron.
- Beau Cassidy como Dilly Brandyfoot, una pelosa.
- Rory Kinnear como Tom Bombadil.[10]Una figura caprichosa y misteriosa que el Extraño encuentra en la tierra de Rhûn.
- El actor Ciarán Hinds interpreta a El Mago Oscuro: Un hechicero que busca al Extranjero.
- Ella-Laraña. Una araña gigante y malvada. La descendencia de Ungoliant, un espíritu maligno parecido a una araña, Shelob vive en las montañas que rodean Mordor, donde Isildur la encuentra en la segunda temporada. Si bien el diseño de la criatura se basó en la araña de tela de túnel de Nueva Zelanda de las películas de El Señor de los Anillos , la versión de la serie se basa en la investigación de todos los tipos de arañas del mundo, incluida una tarántula sudafricana que mordió a Tolkien cuando era niño.
- Snaggleroot (con la voz de Jim Broadbent): un ent, un ser parecido a un árbol conocido como pastor del bosque
- Olivia Williams presta la voz al personaje de Winterblossom: Una Entwife. Los Ents han perdido a las Entwives por los eventos de El Señor de los Anillos , por lo que la serie es una oportunidad para mostrar a las Entwives en pantalla.
- Tanya Moodie interpreta a Gundabel. La líder de los Altos (Stoors) que se centra en mantener su comunidad viva y segura.
- Gavi Singh Chera es Merimac. Un Alto (Stoor).
- Nia Towle como Estrid. Una mujer con la que Isildur se encuentra después de la erupción del Monte del Destino.
- Sophia Nomvete como Disa. La esposa de Durin IV y la princesa de Khazad-dûm. Arthur describió a los dos personajes como "la pareja poderosa de la Tierra Media".

## Episodios
| Temporada | Temporada | Episodios | Episodios | Lanzamiento original    | Lanzamiento original  |
| Temporada | Temporada | Episodios | Episodios | Primera emisión         | Última emisión        |
| --------- | --------- | --------- | --------- | ----------------------- | --------------------- |
|           | 1         | 8         | 8         | 2 de septiembre de 2022 | 14 de octubre de 2022 |
|           | 2         | 8         | 8         | 29 de agosto de 2024    | 3 de octubre de 2024  |

## Producción

### Desarrollo

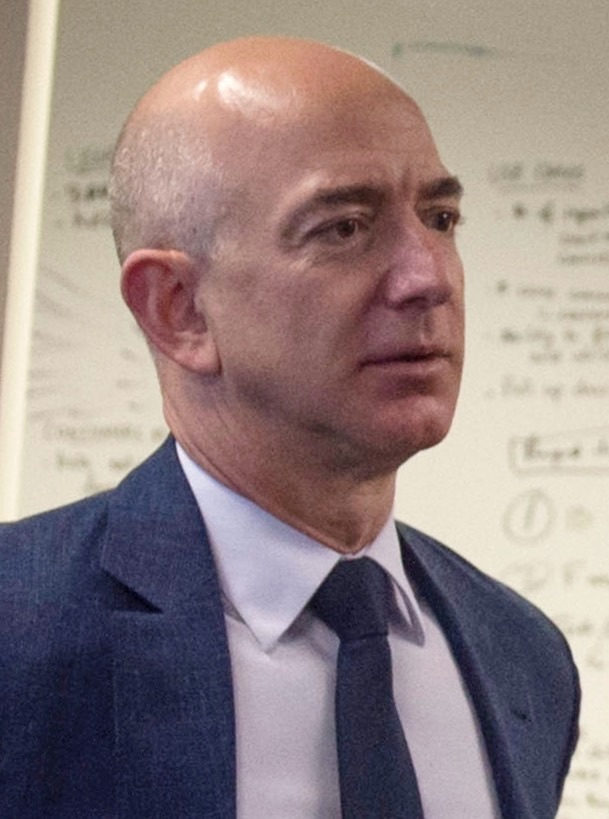
Jeff Bezos, CEO de Amazon, se involucró personalmente en las negociaciones para la realización de la serie

#### Antecedentes y anuncio
En julio de 2017 se resolvió un litigio entre Warner Bros., la empresa responsable de las películas de El Señor de los Anillos y El Hobbit, y Tolkien Estate and Trust, la herencia del autor J. R. R. Tolkien, en cuyos libros se basaron esas películas. Con las dos partes "en mejores términos" tras el acuerdo, empezaron a negociar una posible serie de televisión basada en los libros de El Señor de los Anillos de Tolkien, con interés de plataformas como Amazon Prime, Netflix y HBO. En septiembre de ese año, Amazon se convirtió en el principal candidato y empezó a negociar la serie. En un movimiento poco común para los desarrollos de programación en el estudio, el CEO de la compañía, Jeff Bezos, se involucró personalmente en las negociaciones; Bezos había dado previamente a Amazon Studios un mandato para desarrollar una serie de fantasía de escala comparable a Game of Thrones de HBO, lo que había convertido a Amazon en el principal contendiente para el proyecto.
El 13 de noviembre de 2017, Amazon cerró un acuerdo para adquirir los derechos televisivos globales de los libros, que costaron cerca de 250 millones de dólares, antes de cualquier coste de desarrollo o producción. La compañía aceptó pagar por los derechos sin que ningún talento creativo estuviera vinculado al proyecto. Como parte del acuerdo, Amazon Prime Video se comprometió con la serie por cinco temporadas, con la posibilidad de crear también una derivada. Warner Bros. Television decidió no participar en el proyecto, permitiendo a Amazon trabajar con Tolkien Estate and Trust, HarperCollins y New Line Cinema. Esta última división de Warner Bros., que produjo las mencionadas películas, fue incluida en el acuerdo debido a la posibilidad de que la serie utilice material de los tres largometrajes.
Respecto a los derechos, Amazon Prime puede inspirar videojuegos merchandising, obras de teatro, series, películas... pero no crear contenido exacto de las obras de El Silmarillion y Cuentos inconclusos de Númeror y la Tierra Media. Por ello, la serie recoge historias de esos libros sin hacerlas exactamente igual que en la obra. Lo que no pueden hacer es contradecir la obra de Tolkien.

#### Equipo creativo
En abril de 2018, el director de las películas de El Señor de los Anillos y El Hobbit, Peter Jackson, comenzó a discutir su posible participación en la serie con Amazon, pero en junio se confirmó que no estaría involucrado. Ese mismo mes, la directora de Amazon Studios, Jennifer Salke, dijo que las discusiones con Jackson estaban en curso en cuanto a la participación que tendría en la serie. Añadió además que el estudio se había reunido con muchos escritores diferentes sobre el proyecto. En julio, Amazon contrató a los escritores J.D. Payne y Patrick McKay para desarrollar la serie. En diciembre, Jackson declaró que él y sus socios productores iban a leer potencialmente los guiones y a ofrecer notas a los escritores, pero que por lo demás no estarían involucrados en el proyecto. También expresó su emoción por poder ver una adaptación de Tolkien como miembro del público después de no haber podido tener esa experiencia con las películas que dirigió.
Bryan Cogman se unió como consultor en mayo de 2019 tras firmar un acuerdo global con Amazon. Cogman trabajó anteriormente como guionista en Game of Thrones, y estaba previsto que trabajara junto a Payne y McKay en el desarrollo de la nueva serie. En julio, J. A. Bayona fue contratado para dirigir los dos primeros episodios de la serie y ejercer de productor ejecutivo junto a su socia productora Belén Atienza. Ese mismo mes, los creadores de Game of Thrones, David Benioff y D. B. Weiss, mantuvieron conversaciones con varias empresas para firmar un acuerdo global, entre ellas Amazon, que estaba interesada en que ambos asesoraran sobre El Señor de los Anillos, pero finalmente firmaron un acuerdo con Netflix.
A finales de julio, Amazon anunció que Payne y McKay serían los directores y productores ejecutivos de la serie, y reveló el equipo creativo completo que estaba trabajando en el proyecto: los productores ejecutivos Bayona, Atienza, Bruce Richmond, Gene Kelly, Lindsey Weber y Sharon Tal Yguado; el coproductor Ron Ames; la diseñadora de vestuario Kate Hawley; el diseñador de producción Rick Heinrichs; el supervisor de efectos visuales Jason Smith y el artista conceptual John Howe, quien fue uno de los principales diseñadores conceptuales de los largometrajes. También se espera que la empresa de efectos especiales Weta Workshop y el proveedor de efectos visuales Weta Digital participen en la serie, al igual que en las películas.
Tras el desarrollo de la primera temporada, Cogman dejó la serie para centrarse en el desarrollo de nuevos proyectos. Kelly también dejó la serie, incorporándose Callum Greene como nuevo productor ejecutivo. Greene fue anteriormente productor de El Hobbit: La desolación de Smaug (2013). En marzo de 2021 se anunció que Wayne Che Yip sería el director de cuatro episodios de la serie, y se fijó como coproductor ejecutivo. Charlotte Brändström fue revelada como directora para otros dos episodios en mayo.
Además Howard Shore, compositor de las películas de la trilogía de El Hobbit y El Señor de los Anillos, volverá una vez más para encargarse de la música de la serie.

#### Localizaciones
Tras analizar la opción de Escocia, a finales de junio de 2018 se confirmó de manera informal que el rodaje se llevaría a cabo en Nueva Zelanda y se eligió a Auckland como lugar principal de rodaje en lugar de Wellington, donde se produjeron las películas de El Señor de los Anillos, ya que los estudios en esta última ciudad estaban siendo utilizados para el rodaje de la nueva película de Avatar en el momento en que se iba a iniciar la producción de la serie. Al parecer, la decisión de Amazon de filmar en dicho país estuvo influenciada por las garantías de seguridad para filmar del gobierno neozelandés tras el tiroteo en la mezquita de Christchurch en marzo de 2019.
Amazon anunció oficialmente que la serie se rodaría en Nueva Zelanda en septiembre de 2019 tras llegar a un acuerdo con el gobierno del país, con la Comisión de Cine de Nueva Zelanda y con la Auckland Tourism, Events and Economic Development (ATEED). Payne y McKay afirmaron que, a la hora de elegir la ubicación principal, requirieron «algún lugar majestuoso, con costas, bosques y montañas prístinas» que también pudiera cumplir los requisitos de producción de la serie.

#### Temporadas
Tras la finalización del rodaje de los dos primeros episodios, Amazon anunció una segunda temporada y estableció un periodo de descanso de aproximadamente cinco meses antes de continuar con el rodaje. El objetivo era permitir que se revisara todo el material de los primeros episodios y que la sala de guionistas de la serie pudiera volver a reunirse para empezar a trabajar en la segunda temporada antes de que continuara el rodaje de la primera. Esto dio a la serie la opción de filmar las dos primeras temporadas de forma consecutiva, como se hizo con las películas de El Señor de los Anillos.
En enero de 2020 Amazon anunció que la primera temporada constaría de ocho episodios. En abril de 2021, el ministro de Desarrollo Económico y Turismo de Nueva Zelanda, Stuart Nash, reveló que Amazon estaba gastando 650 millones de dólares neozelandeses (465 millones de dólares estadounidenses) en la primera temporada de la serie, lo que la hacía merecedora de 160 millones de dólares neozelandeses (114 millones de dólares estadounidenses) en descuentos fiscales en virtud de los acuerdos del país con el estudio. James Hibberd, de The Hollywood Reporter, señaló que la cantidad de 465 millones de dólares incluía «casi con toda seguridad» costes adicionales al presupuesto de producción de la temporada, incluidos los derechos de realización de la serie y los costes iniciales de construcción de decorados, vestuario y utilería que se utilizarían también en futuras temporadas.
En octubre de 2022 comenzó el rodaje de la segunda temporada, esta vez con localización en el Reino Unido.
En marzo del 2023 la producción traslada la localización de rodaje de la segunda temporada a la Isla de Tenerife, específicamente en el parque nacional del Teide.

### Promoción

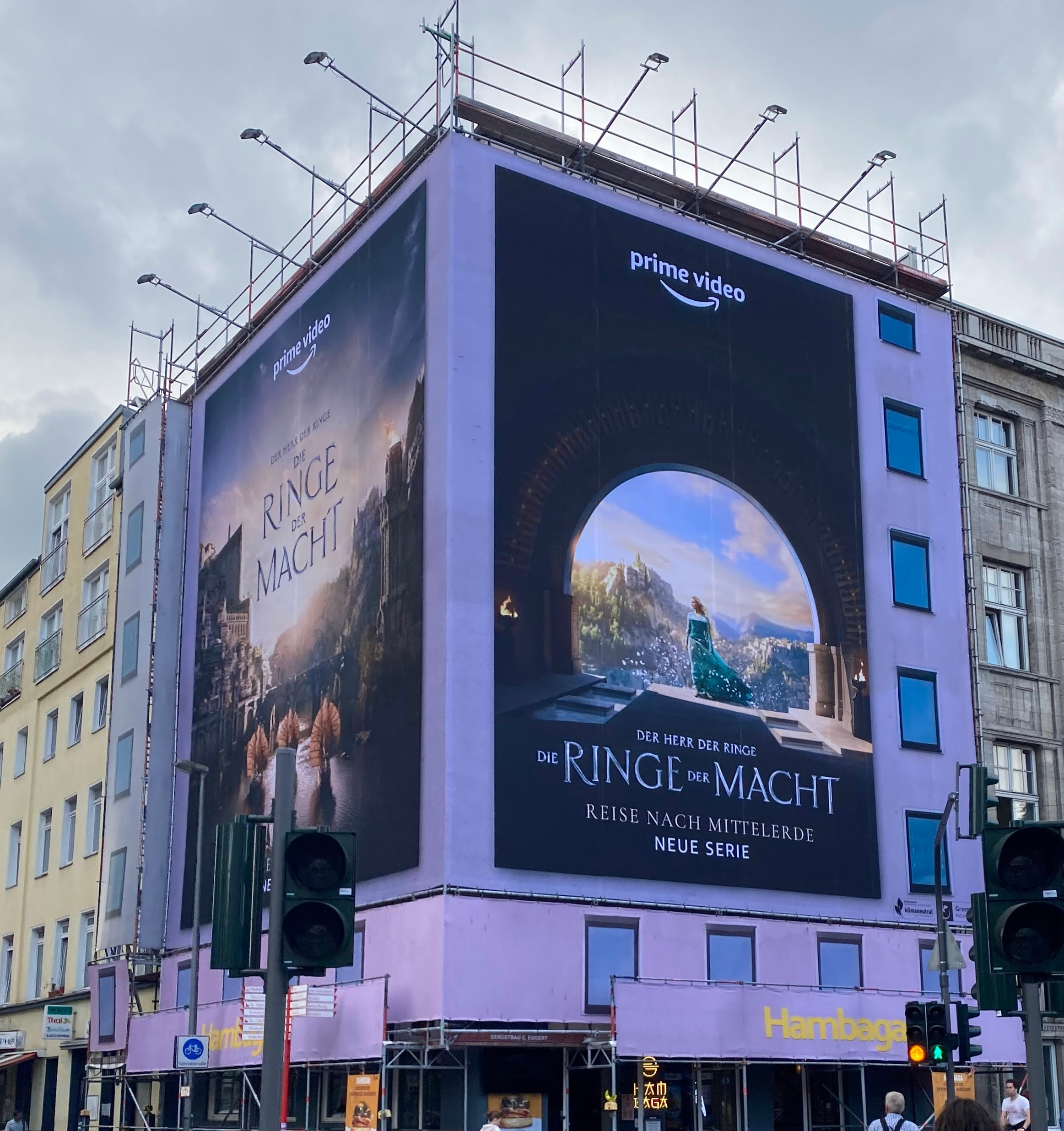
Publicidad en Colonia, Alemania

El 2 de agosto de 2021, se mostraba una primera imagen de la serie. En ella se muestra a uno de los personajes en medio de un impresionante paisaje, y además se confirmaba la fecha de estreno para el 2 de septiembre de 2022.
El 19 de enero de 2022, se lanzaba el primer tease tráiler promocional, en el que se desvelaba por primera vez el título de la serie: The Lord of the Rings: The Rings of Power. En él se muestra una forja, mientras una voz femenina narra la inscripción de los anillos de Poder. El 3 de febrero, se mostraban una serie de 23 pósteres promocionales, que reflejaban los distintos pueblos de la Tierra Media. El 10 de febrero, se muestran por primera vez imágenes de varios protagonistas.
El domingo 13 de febrero, durante el descanso de la retrasmisión de la Super Bowl LVI, se emitió el primer tráiler oficial de la serie. En él, no se desvela nada del argumento, pero se puede apreciar la amplísima variedad de personajes que tendrá la serie. De fondo, una voz dice las inolvidables palabras de Tolkien:

"¿Nunca te has preguntado qué más hay ahí afuera? En este mundo hay maravillas más allá de nuestro entorno. Lo percibo."

El sitio web TheOneRing.net albergó la fiesta de lanzamiento del tráiler a través de YouTube.
El 14 de julio de 2022 se emitió el segundo tráiler oficial y el día 22 en la Comic-Con de San Diego se exhibió el tercero.

## Recepción

### Audiencia
Amazon anunció que Los anillos del poder había sido vista por 25 millones de espectadores en todo el mundo en las primeras 24 horas en las que los dos primeros episodios estuvieron disponibles en Prime Video, el mayor estreno de la historia del servicio. Esta fue la primera vez que Amazon hizo públicos los datos de audiencia de Prime Video y la compañía no especificó qué cantidad de episodios tenía que ver un usuario para que contara como espectador. En diciembre de 2022, la serie había sido vista por más de 100 millones de espectadores en todo el mundo, así como era la más vista de Prime Video. Sanders la calificó de "tremendo éxito". En abril de 2023, Kim Masters en The Hollywood Reporter informó de que la temporada sólo la había terminado el 37 por ciento de sus espectadores iniciales en Estados Unidos y el 45 por ciento de los espectadores internacionales. Salke respondió que los intentos de pintar la serie como menos que un éxito no reflejaban las discusiones internas de Amazon.

### Respuesta de la crítica
El agregador de críticas Rotten Tomatoes reportó un 83% de aprobación para la primera temporada basado en 489 críticas. El consenso de la crítica del sitio web dice: "Puede que aún no sea la serie que los gobierne a todos, pero Los Anillos del Poder encanta con su opulenta presentación y su profunda interpretación de la Tierra Media." Metacritic, que utiliza una media ponderada, le asignó una puntuación de 71 sobre 100 basada en 40 críticas, lo que indica críticas "generalmente favorables".

### Premios y nominaciones
| Año  | Premio | Categoría | Nominado(s) | Resultado | Ref.          |
| ---- | --- | --- | --- | --------- | ------------- |
| 2022 | Camerimage | Mejor episodio                                                                                                   | J. A. Bayona and Óscar Faura (for "A Shadow of the Past") | Nominado  | [ 47 ] [ 48 ] |
| 2022 | Premios de Música de Hollywood de Medios de Comunicación                                                                                          | Banda sonora original: programa de televisión o miniserie                                                        | Bear McCreary | Nominado  | [ 49 ]        |
| 2022 | Premios People's Choice | El programa de ciencia ficción y fantasía de 2022                                                                | The Lord of the Rings: The Rings of Power | Nominado  | [ 50 ]        |
| 2023 | Premios ADG a la Excelencia en Diseño de Producción                                                                                               | Excelencia en el diseño de producción para una serie de una hora o una cámara única de fantasía                  | Ramsey Avery (for "Adar") | Ganador   | [ 51 ]        |
| 2023 | Premios ADG a la Excelencia en Diseño de Producción                                                                                               | Excelencia en el diseño de producción para un comercial                                                          | Brian Branstetter (for "Title Announcement") | Ganador   | [ 51 ]        |
| 2023 | ASCAP Composers' Choice Awards | Banda sonora televisiva del año                                                                                  | Bear McCreary | Nominado  | [ 52 ]        |
| 2023 | Canneseries | Madame Figaro Premio a la estrella en ascenso                                                                    | Morfydd Clark | Ganador   | [ 53 ]        |
| 2023 | Costume Designers Guild Awards | Excelencia en la televisión de ciencia ficción y fantasía                                                        | Kate Hawley (for "A Shadow of the Past") | Nominado  | [ 54 ]        |
| 2023 | Premios de la Crítica Cinematográfica (Critics' Choice Awards)                                                                                    | Mejor actor de reparto en una serie dramática                                                                    | Ismael Cruz Córdova | Nominado  | [ 55 ]        |
| 2023 | Critics' Choice Super Awards | Mejor serie de ciencia ficción o fantasía, miniserie o película hecha para televisión                            | The Lord of the Rings: The Rings of Power | Nominado  | [ 56 ]        |
| 2023 | Critics' Choice Super Awards | Mejor actriz en una serie de ciencia ficción o fantasía, miniserie o película para televisión                    | Morfydd Clark | Nominado  | [ 56 ]        |
| 2023 | Dorian Awards | El programa visualmente más impactante                                                                           | The Lord of the Rings: The Rings of Power | Nominado  | [ 57 ]        |
| 2023 | Golden Reel Awards | Logro sobresaliente en edición de sonido: Diálogos de formato largo para transmisión / ADR                       | Robby Stambler, Damian Del Borrello, Stefanie Ng, Ailene Roberts, Ray Beentjes, Gareth Van Niekirk (for "Udûn")                                                                                | Nominado  | [ 58 ]        |
| 2023 | Golden Reel Awards | Logro sobresaliente en edición de sonido: efectos de formato largo para transmisión / Foley                      | Damian Del Borrello, Robby Stambler, Paula Fairfield, James Miller, Chris Terhune, Gareth Van Niekerk, Ryan A. Sullivan, Goeun Everett, Richard Wills, Jonathan Bruce, Amy Barber (for "Udûn") | Nominado  | [ 58 ]        |
| 2023 | Golden Reel Awards | Logro sobresaliente en edición musical: transmisión en formato largo                                             | Jason Smith, Michael Baber (for "Alloyed") | Nominado  | [ 58 ]        |
| 2023 | Golden Trailer Awards | La mejor aventura de fantasía para una serie de televisión o streaming (tráiler, teaser o anuncio de televisión) | Trailer Park Group | Nominado  | [ 59 ]        |
| 2023 | Golden Trailer Awards | Mejor banda sonora original para una serie de televisión o streaming (tráiler, teaser o spot de televisión)      | Trailer Park Group | Nominado  | [ 59 ]        |
| 2023 | Golden Trailer Awards | Mejor BTS/EPK para una serie de TV/streaming (más de 2 minutos)                                                  | SunnyBoy Entertainment (for Behind the Scenes of "Alloyed") | Nominado  | [ 59 ]        |
| 2023 | Golden Trailer Awards | Mejor cartelera (para largometraje o serie de TV/streaming)                                                      | WORKS ADV (for Statue Billboard) | Nominado  | [ 59 ]        |
| 2023 | Premios Astra (Astra Awards), anteriormente conocidos como Asociación de Críticos de Hollywood (Hollywood Critics Association Television Awards). | Mejor actor de reparto en una serie dramática en streaming                                                       | Ismael Cruz Córdova | Pendiente | [ 60 ]        |
| 2023 | Premios Astra (Astra Awards), anteriormente conocidos como Asociación de Críticos de Hollywood (Hollywood Critics Association Television Awards). | Los mejores disfraces de fantasía o ciencia ficción                                                              | The Lord of the Rings: The Rings of Power | Pendiente | [ 60 ]        |
| 2023 | International Film Music Critics Association Awards (IFMCA)                                                                                       | Puntuación del año                                                                                               | The Lord of the Rings: The Rings of Power (music by Bear McCreary, theme by Howard Shore) | Ganador   | [ 61 ] [ 62 ] |
| 2023 | International Film Music Critics Association Awards (IFMCA)                                                                                       | Compositor del año                                                                                               | Bear McCreary | Ganador   | [ 61 ] [ 62 ] |
| 2023 | International Film Music Critics Association Awards (IFMCA)                                                                                       | Composición del año                                                                                              | "Galadriel" (music by Bear McCreary) | Nominado  | [ 61 ] [ 62 ] |
| 2023 | International Film Music Critics Association Awards (IFMCA)                                                                                       | Composición del año                                                                                              | "Númenor" (music by Bear McCreary) | Nominado  | [ 61 ] [ 62 ] |
| 2023 | International Film Music Critics Association Awards (IFMCA)                                                                                       | Composición del año                                                                                              | "Sailing Into the Dawn" (music by Bear McCreary) | Nominado  | [ 61 ] [ 62 ] |
| 2023 | International Film Music Critics Association Awards (IFMCA)                                                                                       | Mejor banda sonora original para televisión                                                                      | The Lord of the Rings: The Rings of Power (music by Bear McCreary, theme by Howard Shore) | Ganador   | [ 61 ] [ 62 ] |
| 2023 | Premios Movieguide | Mejor programa de televisión para público adulto                                                                 | "Alloyed" | Ganador   | [ 63 ]        |
| 2023 | Premios Movieguide | Premio Epifanía de Televisión                                                                                    | "Alloyed" | Nominado  | [ 63 ]        |
| 2023 | Premios Movieguide | Premio Fe y Libertad de Televisión                                                                               | "Alloyed" | Nominado  | [ 63 ]        |
| 2023 | Primetime Emmy Awards | Disfraces de fantasía y ciencia ficción excepcionales                                                            | Kate Hawley, Libby Dempster, Lucy McLay, Jaindra Watson, Pip Lingard, Jenny Rushton (for "A Shadow of the Past")                                                                               | Pendiente | [ 64 ]        |
| 2023 | Primetime Emmy Awards | Diseño de título principal excepcional                                                                           | Katrina Crawford, Mark Bashore, Anthony Vitagliano, Fernando Domínguez Cózar | Pendiente | [ 64 ]        |
| 2023 | Primetime Emmy Awards | Maquillaje protésico excepcional                                                                                 | Jason Docherty, Dan Perry, Mark Knight, Simon Rose (for "Adar") | Pendiente | [ 64 ]        |
| 2023 | Primetime Emmy Awards | Tema musical original del título principal                                                                       | Howard Shore | Pendiente | [ 64 ]        |
| 2023 | Primetime Emmy Awards | Edición de sonido excepcional para una serie de comedia o drama (una hora)                                       | Robert Stambler, Damian Del Borrello, Ailene Roberts, Stefanie Ng, Paula Fairfield, Chris Terhune, James Miller, Michael Baber, Jason Smith, Amy Barber, Jonathan Bruce (for "Udûn")           | Pendiente | [ 64 ]        |
| 2023 | Primetime Emmy Awards | Efectos visuales especiales excepcionales en una temporada o película                                            | Ron Ames, Jason Smith, Nigel Sumner, Ara Khanikian, Dean Clarke, Ken McGaugh, Tom Proctor, Greg Butler, Joe Henderson                                                                          | Pendiente | [ 64 ]        |
| 2023 | Screen Actors Guild Awards | Actuación destacada de un conjunto de especialistas en una serie de televisión                                   | The Lord of the Rings: The Rings of Power | Nominado  | [ 65 ]        |
| 2023 | Society of Composers & Lyricists Awards | Banda sonora sobresaliente para televisión                                                                       | Bear McCreary | Nominado  | [ 66 ]        |
| 2023 | Visual Effects Society Awards | Efectos visuales excepcionales en un episodio fotorrealista                                                      | Jason Smith, Ron Ames, Nigel Sumner, Tom Proctor, Dean Clarke (for "Udûn") | Ganador   | [ 67 ]        |
| 2023 | Visual Effects Society Awards | Entorno creado excepcional en un episodio, un anuncio o un proyecto en tiempo real                               | Dan Wheaton, Nico Delbecq, Dan LeTarte, Julien Gauthier (for Númenor City in "Adar") | Ganador   | [ 67 ]        |
| 2023 | Visual Effects Society Awards | Entorno creado excepcional en un episodio, un anuncio o un proyecto en tiempo real                               | James Ogle, Péter Bujdosó, Lon Krung, Shweta Bhatnagar (for Khazud Dûm in "Adrift") | Nominado  | [ 67 ]        |
| 2023 | Visual Effects Society Awards | Simulaciones de efectos excepcionales en un episodio, un comercial o un proyecto en tiempo real                  | Kurt Debens, Hamish Bell, Robert Kelly, Gabriel Roccisano (for Volcano Destruction in "Udûn")                                                                                                  | Ganador   | [ 67 ]        |
| 2023 | Visual Effects Society Awards | Simulaciones de efectos excepcionales en un episodio, un comercial o un proyecto en tiempo real                  | Rick Hankins, Aron Bonar, Branko Grujcic, Laurent Kermel (for Water and Magma in "Udûn") | Nominado  | [ 67 ]        |
| 2023 | Visual Effects Society Awards | Composición e iluminación excepcionales en un episodio                                                           | Sornalingam P, Ian Copeland, Nessa Mingfang Zhang, Yuvaraj S (for Tirharad Cavalry Charge in "Udûn")                                                                                           | Nominado  | [ 67 ]        |
| 2023 | Visual Effects Society Awards | Efectos especiales (prácticos) excepcionales en un proyecto fotorrealista o animado                              | Dean Clarke, Oliver Gee, Eliot Naimie, Mark Robson (for Middle-earth Storm in "Adrift") | Nominado  | [ 67 ]        |
| 2025 | Kids' Choice Awards | Programa de televisión familiar favorito                                                                         | El Señor de los Anillos: los Anillos del Poder | Nominado  | [ 68 ]        |